# Pšov
Pšov (deutsch  Schaub) ist eine Gemeinde in Tschechien. Sie liegt vier Kilometer südlich von Žlutice und gehört zum Okres Karlovy Vary.

## Geographie

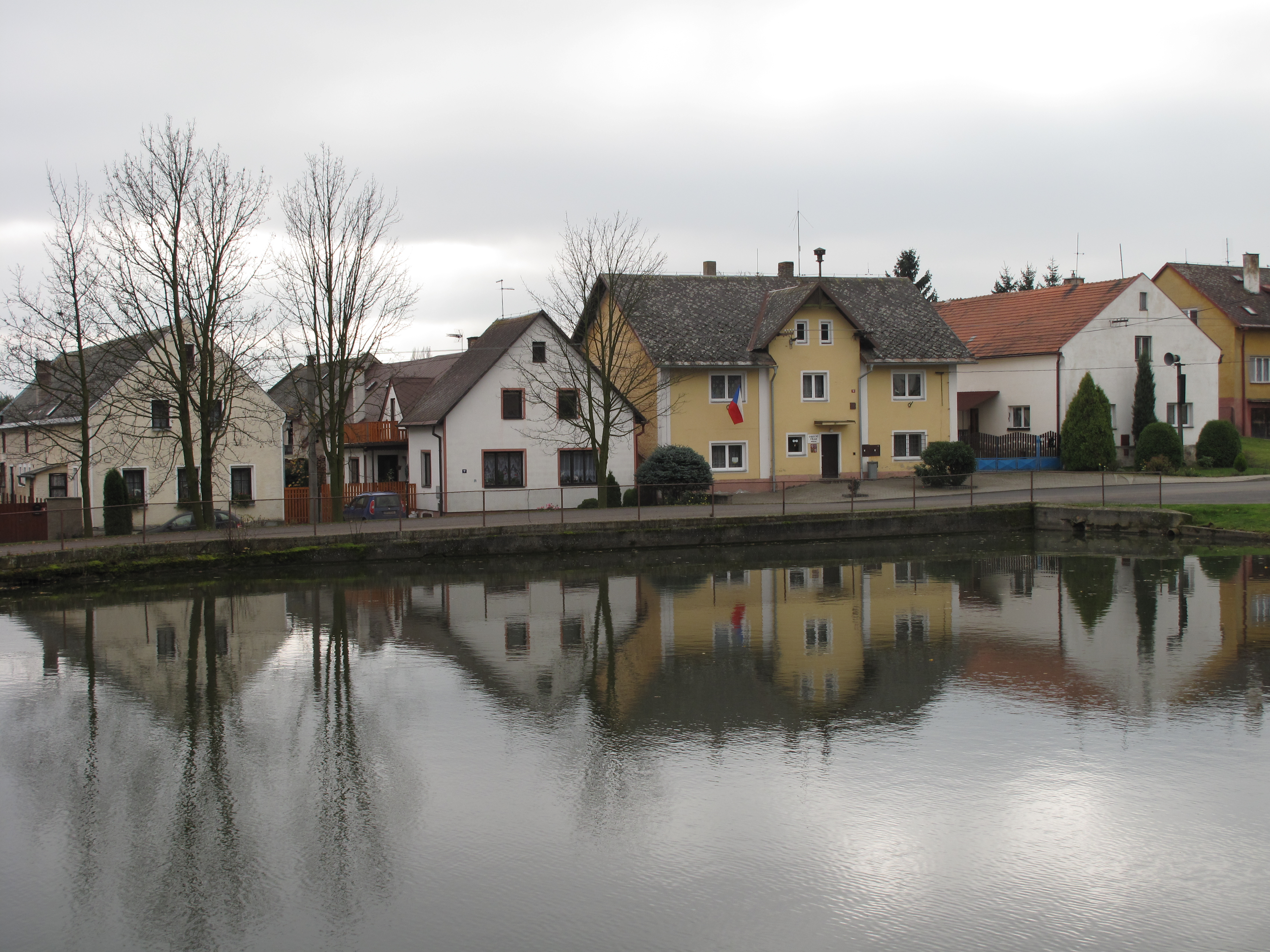
Teich in Pšov

Pšov befindet sich im Tepler Hochland im Quellgebiet des Baches Hrádecký potok. Nördlich erhebt sich der Nevděk (630 m), im Nordosten der Vladař (693 m), südwestlich der Zbraslavský vrch (674 m) und im Nordwesten der Pohořelec (554 m). Im Norden liegt der Teich Velký Travniční rybník, im Nordwesten der Borecký rybník.

### Nachbarorte
Nachbarorte sind Kobylé im Norden, Kolešov im Nordosten, Močidlec im Osten, Víska und Novosedly im Südosten, Domašín im Süden, Zbraslav und Prohoř im Südwesten, Borek im Westen sowie Nový Dvůr und Semtěš im Nordwesten.

### Gemeindegliederung
Die Gemeinde Pšov besteht aus den Ortsteilen Borek (Worka), Chlum (Klum), Kobylé (Kobyla), Kolešov (Kolleschau), Močidlec (Modschiedl), Novosedly (Nebosedl), Pšov (Schaub) und Semtěš (Semtisch), die zugleich auch Katastralbezirke bilden. Zu Pšov gehört außerdem die Ansiedlung Víska (Fieska).

## Geschichte
Die erste urkundliche Erwähnung des Dorfes erfolgte im Jahre 1513. Alten Legenden zufolge soll Pšovo von Angehörigen des slawischen Stammes der Pschowanen angelegt worden sein. Pšov war bis 1584 Teil der Herrschaft Rabenstein. Zwischen 1584 und 1675 gehörte das Dorf zur Herrschaft Ratka. 1640 wurde Pšov von den Schweden niedergebrannt.
Von 1675 bis zur Aufhebung der Patrimonialherrschaften war Schaub der Herrschaft Luditz untertänig.
1850 entstand die politische Gemeinde Schaub im Bezirk Luditz. Im Jahre 1914 wurde am Dorfplatz eine kleine Kirche errichtet. 1930 hatte das Dorf 339 Einwohner. Nach dem Münchner Abkommen wurde Schaub 1938 dem Deutschen Reich zugeschlagen und bis 1945 gehörte das Dorf zum Landkreis Luditz. 1939 hatte Schaub 316 Einwohner. Nach dem Ende des Krieges kam Pšov zur Tschechoslowakei zurück und wurde 1949 in den Okres Toužim eingeordnet. Seit 1961 gehört Pšov zum Okres Karlovy Vary. 1961 erfolgte die Eingemeindung von Borek, Semtěš und Kobylé sowie von Močidlec einschließlich Kolešov. 1979 wurden noch Novosedly mit Chlum und Víska eingemeindet.
Pšov ist ein rein landwirtschaftliches Dorf. Im Gemeindeamt am Dorfplatz befindet sich auch der Sitz der Landwirtschaftlichen Genossenschaft Novosedly. Gleichfalls am Dorfplatz liegt das Kulturhaus, das durch seine Diskotheken regionale Bekanntheit hat.

## Sehenswürdigkeiten
- Burgruine Štědrý hrádek auf dem Pohořelec, nördlich von Borek
- Kapelle St. Martin in Borek, erbaut in der ersten Hälfte des 19. Jahrhunderts
- Kirche St. Ägidius in Chlum, das aus dem 14. Jahrhundert stammende Bauwerk wurde später barockisiert
- Kirche Mariä Himmelfahrt in Kobylé
- Kirche Jakobus des Älteren in Močidlec
- Kapelle St. Martin in Novosedly, errichtet in der zweiten Hälfte des 19. Jahrhunderts
- Kirche des Allerheiligsten Herzens Jesu in Pšov, erbaut 1914
- Kapelle in Semtěš, aus der 1. Hälfte des 19. Jahrhunderts
- Ruine der Friedhofskirche St. Peter und Paul in Víska, die in der ersten Hälfte des 14. Jahrhunderts errichtete Kirche brannte 1973 aus